# Dangerous Woman
Dangerous Woman là album phòng thu thứ ba của ca sĩ người Mỹ Ariana Grande, phát hành ngày 20 tháng 5 năm 2016 bởi Republic Records. Grande bắt đầu thực hiện album ngay sau khi ra mắt album phòng thu trước My Everything (2014), trong đó cô đảm nhiệm vai trò điều hành sản xuất với những cộng tác viên quen thuộc là Max Martin và Savan Kotecha. Ban đầu, nữ ca sĩ dự định đặt Moonlight làm tiêu đề album và phát hành "Focus" làm đĩa đơn chủ đạo, nhưng kế hoạch được thay đổi và "Focus" sau đó chỉ xuất hiện như bản nhạc kèm theo cho phiên bản tại Nhật Bản của Dangerous Woman. Đây là một bản thu âm pop và R&B kết hợp âm hưởng của dance, disco, house, trap, reggae và electropop, với nội dung ca từ xoay quanh tình yêu, những mối quan hệ tan vỡ và sự nổi loạn. Ngoài ra, album có sự tham gia góp giọng của Nicki Minaj, Lil Wayne, Macy Gray và Future.
Sau đó, Dangerous Woman nhận được những phản ứng tích cực từ các nhà phê bình âm nhạc, trong đó họ ca ngợi khả năng thanh nhạc của Grande, nội dung ca từ trưởng thành và khả năng thích ứng của cô với nhiều phong cách âm nhạc khác nhau. Album cũng nhận được một đề cử giải Grammy cho Album giọng pop xuất sắc nhất và giúp nữ ca sĩ thắng giải Nghệ sĩ của năm tại giải thưởng âm nhạc Mỹ năm 2016. Dangerous Woman gặt hái nhiều thành công về mặt thương mại, đứng đầu các bảng xếp hạng tại Úc, Brazil, Ý, Ireland, New Zealand, Tây Ban Nha và Vương quốc Anh, cũng như vươn đến top 10 ở hầu hết những thị trường khác. Tại Hoa Kỳ, album ra mắt ở vị trí thứ hai trên bảng xếp hạng Billboard 200, trở thành đĩa hát đầu tiên của Grande không ra mắt ở vị trí số một nhưng lại là album có thành tích trụ hạng tốt nhất lúc bấy giờ của cô tại đây.
Bốn đĩa đơn đã được phát hành từ Dangerous Woman. Bài hát chủ đề được chọn làm đĩa đơn chủ đạo và giúp Grande trở thành nghệ sĩ đầu tiên trong lịch sử bảng xếp hạng Billboard Hot 100 có ba đĩa đơn đầu tiên trích từ ba album đầu tay đều ra mắt trong top 10, cũng như được đề cử giải Grammy cho Trình diễn đơn ca pop xuất sắc nhất tại lễ trao giải thường niên lần thứ 59. Đĩa đơn thứ hai "Into You" trở thành một bản hit top 10 trên toàn cầu, trong khi "Side to Side" vươn đến top 5 tại Hoa Kỳ. Để quảng bá album, Grande tiến hành thực hiện chuyến lưu diễn Dangerous Woman Tour vào năm 2017, đi qua 5 châu lục với 77 đêm diễn và thu về hơn 71 triệu đô-la. Kể từ khi phát hành, Dangerous Woman đã lọt vào danh sách những album xuất sắc nhất năm của nhiều ấn phẩm và tổ chức âm nhạc, bao gồm Billboard và Rolling Stone.

## Danh sách bài hát
| Dangerous Woman – Phiên bản tiêu chuẩn quốc tế | Dangerous Woman – Phiên bản tiêu chuẩn quốc tế | Dangerous Woman – Phiên bản tiêu chuẩn quốc tế | Dangerous Woman – Phiên bản tiêu chuẩn quốc tế                                            | Dangerous Woman – Phiên bản tiêu chuẩn quốc tế | Dangerous Woman – Phiên bản tiêu chuẩn quốc tế |
| STT                                            | Nhan đề                                        | Phổ lời                                        | Phổ nhạc                                                                                  | Sản xuất                                       | Thời lượng                                     |
| ---------------------------------------------- | ---------------------------------------------- | ---------------------------------------------- | ----------------------------------------------------------------------------------------- | ---------------------------------------------- | ---------------------------------------------- |
| 1.                                             | "Moonlight"                                    | Ariana Grande Victoria McCants                 | Tommy Brown Peter Lee Johnson                                                             | Brown                                          | 3:22                                           |
| 2.                                             | "Dangerous Woman"                              | Ross Golan                                     | Johan Carlsson Max Martin                                                                 | Martin [a] Carlsson [a]                        | 3:55                                           |
| 3.                                             | "Be Alright"                                   | Grande McCants                                 | Brown Khaled Rohaim Nicholas Audino Lewis Hughes Willie Tafa Neo Joshua Alexander Crossan | Brown Twice as Nice                            | 2:59                                           |
| 4.                                             | "Into You"                                     | Grande Savan Kotecha Alexander Kronlund        | Martin Ilya Salmanzadeh                                                                   | Ilya Martin                                    | 4:04                                           |
| 5.                                             | "Side to Side" (hợp tác với Nicki Minaj)       | Grande Kotecha Kronlund Onika Maraj            | Martin Salmanzadeh                                                                        | Ilya Martin                                    | 3:46                                           |
| 6.                                             | "Let Me Love You" (hợp tác với Lil Wayne)      | Grande McCants Dwayne Carter, Jr.              | Brown Steven Franks Matt O'Brien Jeremy Felton Markous Roberts                            | Brown Franks FKi 1st                           | 3:43                                           |
| 7.                                             | "Greedy"                                       | Kotecha Kronlund                               | Martin Salmanzadeh                                                                        | Ilya Martin                                    | 3:34                                           |
| 8.                                             | "Leave Me Lonely" (hợp tác với Macy Gray)      | McCants                                        | Brown Thomas Parker Lumpkins Franks                                                       | Lumpkins Franks Brown [a]                      | 3:49                                           |
| 9.                                             | "Everyday" (hợp tác với Future)                | Grande Kotecha Nayvadius Wilburn               | Martin Salmanzadeh                                                                        | Ilya [a] Martin [b]                            | 3:14                                           |
| 10.                                            | "Bad Decisions"                                | Grande Kotecha                                 | Martin Salmanzadeh                                                                        | Martin Ilya                                    | 3:46                                           |
| 11.                                            | "Thinking Bout You"                            | Jacob Kasher Hindlin Chloe Angelides           | Jomphe-Lépine Svensson                                                                    | Svensson Billboard Ilya [b] Karlsson [b] [c]   | 3:20                                           |
| Tổng thời lượng:                               | Tổng thời lượng:                               | Tổng thời lượng:                               | Tổng thời lượng:                                                                          | Tổng thời lượng:                               | 39:31                                          |

| Dangerous Woman – Phiên bản cao cấp quốc tế và bản tiêu chuẩn tại Hoa Kỳ | Dangerous Woman – Phiên bản cao cấp quốc tế và bản tiêu chuẩn tại Hoa Kỳ | Dangerous Woman – Phiên bản cao cấp quốc tế và bản tiêu chuẩn tại Hoa Kỳ | Dangerous Woman – Phiên bản cao cấp quốc tế và bản tiêu chuẩn tại Hoa Kỳ | Dangerous Woman – Phiên bản cao cấp quốc tế và bản tiêu chuẩn tại Hoa Kỳ | Dangerous Woman – Phiên bản cao cấp quốc tế và bản tiêu chuẩn tại Hoa Kỳ |
| STT                                                                      | Nhan đề                                                                  | Phổ lời                                                                  | Phổ nhạc                                                                 | Sản xuất                                                                 | Thời lượng                                                               |
| ------------------------------------------------------------------------ | ------------------------------------------------------------------------ | ------------------------------------------------------------------------ | ------------------------------------------------------------------------ | ------------------------------------------------------------------------ | ------------------------------------------------------------------------ |
| 10.                                                                      | "Sometimes"                                                              | Grande Kotecha                                                           | Svensson Martin Salmanzadeh                                              | Martin Ilya                                                              | 3:46                                                                     |
| 11.                                                                      | "I Don't Care"                                                           | Grande McCants                                                           | Brown Franks Michael Foster Ryan "Ryghteous" Tedder Travis Sayles        | Brown Sayles Franks The Magi                                             | 2:58                                                                     |
| 12.                                                                      | "Bad Decisions"                                                          | Grande Kotecha                                                           | Martin Salmanzadeh                                                       | Martin Ilya                                                              | 3:46                                                                     |
| 13.                                                                      | "Touch It"                                                               | Grande Kotecha                                                           | Svensson Martin Ali Payami                                               | Martin Payami                                                            | 4:20                                                                     |
| 14.                                                                      | "Knew Better / Forever Boy"                                              | Grande McCants                                                           | Brown Franks Foster Tedder                                               | Brown [a] Franks McCants [b]                                             | 4:59                                                                     |
| 15.                                                                      | "Thinking Bout You"                                                      | Hindlin Angelides                                                        | Jomphe-Lépine Svensson                                                   | Svensson Billboard Ilya [b] Karlsson [b] [c]                             | 3:20                                                                     |
| Tổng thời lượng:                                                         | Tổng thời lượng:                                                         | Tổng thời lượng:                                                         | Tổng thời lượng:                                                         | Tổng thời lượng:                                                         | 55:35                                                                    |

| Dangerous Woman – Phiên bản tiêu chuẩn tại Nhật Bản | Dangerous Woman – Phiên bản tiêu chuẩn tại Nhật Bản | Dangerous Woman – Phiên bản tiêu chuẩn tại Nhật Bản | Dangerous Woman – Phiên bản tiêu chuẩn tại Nhật Bản | Dangerous Woman – Phiên bản tiêu chuẩn tại Nhật Bản | Dangerous Woman – Phiên bản tiêu chuẩn tại Nhật Bản |
| STT                                                 | Nhan đề                                             | Phổ lời                                             | Phổ nhạc                                            | Sản xuất                                            | Thời lượng                                          |
| --------------------------------------------------- | --------------------------------------------------- | --------------------------------------------------- | --------------------------------------------------- | --------------------------------------------------- | --------------------------------------------------- |
| 16.                                                 | "Focus"                                             | Grande Kotecha                                      | Martin Svensson Salmanzadeh                         | Martin Ilya                                         | 3:31                                                |
| Tổng thời lượng:                                    | Tổng thời lượng:                                    | Tổng thời lượng:                                    | Tổng thời lượng:                                    | Tổng thời lượng:                                    | 59:06                                               |

| Dangerous Woman – Phiên bản độc quyền tại Target Hoa Kỳ và bản nhạc số tái bản năm 2021 | Dangerous Woman – Phiên bản độc quyền tại Target Hoa Kỳ và bản nhạc số tái bản năm 2021 | Dangerous Woman – Phiên bản độc quyền tại Target Hoa Kỳ và bản nhạc số tái bản năm 2021 | Dangerous Woman – Phiên bản độc quyền tại Target Hoa Kỳ và bản nhạc số tái bản năm 2021 | Dangerous Woman – Phiên bản độc quyền tại Target Hoa Kỳ và bản nhạc số tái bản năm 2021 | Dangerous Woman – Phiên bản độc quyền tại Target Hoa Kỳ và bản nhạc số tái bản năm 2021 |
| STT                                                                                     | Nhan đề                                                                                 | Phổ lời                                                                                 | Phổ nhạc                                                                                | Sản xuất                                                                                | Thời lượng                                                                              |
| --------------------------------------------------------------------------------------- | --------------------------------------------------------------------------------------- | --------------------------------------------------------------------------------------- | --------------------------------------------------------------------------------------- | --------------------------------------------------------------------------------------- | --------------------------------------------------------------------------------------- |
| 16.                                                                                     | "Step on Up"                                                                            | McCants Shane Stevens                                                                   | Brown Audino Ryan Vojtesak Hughes Jamil Chammas                                         | Brown Twice as Nice Charlie Handsome McCants [b]                                        | 3:01                                                                                    |
| 17.                                                                                     | "Jason's Song (Gave It Away)"                                                           | Grande Jason Robert Brown                                                               | J. Brown                                                                                | J. Brown Jeffrey Lesser                                                                 | 4:25                                                                                    |
| Tổng thời lượng:                                                                        | Tổng thời lượng:                                                                        | Tổng thời lượng:                                                                        | Tổng thời lượng:                                                                        | Tổng thời lượng:                                                                        | 62:59                                                                                   |

| Dangerous Woman – Phiên bản cao cấp tại Nhật Bản | Dangerous Woman – Phiên bản cao cấp tại Nhật Bản | Dangerous Woman – Phiên bản cao cấp tại Nhật Bản | Dangerous Woman – Phiên bản cao cấp tại Nhật Bản | Dangerous Woman – Phiên bản cao cấp tại Nhật Bản | Dangerous Woman – Phiên bản cao cấp tại Nhật Bản |
| STT                                              | Nhan đề                                          | Phổ lời                                          | Phổ nhạc                                         | Sản xuất                                         | Thời lượng                                       |
| ------------------------------------------------ | ------------------------------------------------ | ------------------------------------------------ | ------------------------------------------------ | ------------------------------------------------ | ------------------------------------------------ |
| 18.                                              | "Focus"                                          | Grande Kotecha                                   | Martin Svensson Salmanzadeh                      | Martin Ilya                                      | 3:31                                             |
| Tổng thời lượng:                                 | Tổng thời lượng:                                 | Tổng thời lượng:                                 | Tổng thời lượng:                                 | Tổng thời lượng:                                 | 66:32                                            |

| Christmas & Chill / Dangerous Woman – Phiên bản Giáng sinh tại Nhật Bản (đĩa kèm theo) | Christmas & Chill / Dangerous Woman – Phiên bản Giáng sinh tại Nhật Bản (đĩa kèm theo) | Christmas & Chill / Dangerous Woman – Phiên bản Giáng sinh tại Nhật Bản (đĩa kèm theo) | Christmas & Chill / Dangerous Woman – Phiên bản Giáng sinh tại Nhật Bản (đĩa kèm theo) | Christmas & Chill / Dangerous Woman – Phiên bản Giáng sinh tại Nhật Bản (đĩa kèm theo) |
| STT                                                                                    | Nhan đề                                                                                | Sáng tác                                                                               | Sản xuất                                                                               | Thời lượng                                                                             |
| -------------------------------------------------------------------------------------- | -------------------------------------------------------------------------------------- | -------------------------------------------------------------------------------------- | -------------------------------------------------------------------------------------- | -------------------------------------------------------------------------------------- |
| 1.                                                                                     | "Intro"                                                                                | Grande McCants Brown Sayles Franks Foster Tedder                                       | Brown Sayles Mr. Franks The Magi                                                       | 1:05                                                                                   |
| 2.                                                                                     | "Wit It This Christmas"                                                                | Grande McCants Brown Sayles Johnson Foster Tedder                                      | Brown Sayles Mr. Franks The Magi                                                       | 2:41                                                                                   |
| 3.                                                                                     | "December"                                                                             | Grande McCants Brown Sayles Franks Foster Tedder                                       | Brown Sayles Mr. Franks The Magi                                                       | 1:56                                                                                   |
| 4.                                                                                     | "Not Just on Christmas"                                                                | Grande McCants Brown Sayles Franks Johnson                                             | Brown Sayles                                                                           | 2:02                                                                                   |
| 5.                                                                                     | "True Love"                                                                            | Grande McCants Brown Sayles Franks Johnson Foster Tedder                               | Brown Sayles Mr. Franks The Magi                                                       | 2:46                                                                                   |
| 6.                                                                                     | "Winter Things"                                                                        | Grande McCants Brown Sayles Franks Johnson                                             | Brown Sayles                                                                           | 2:38                                                                                   |
| 7.                                                                                     | "Into You" (Alex Ghenea Remix) (hợp tác với Mac Miller)                                | Grande Martin Kotecha Kronlund Ilya                                                    | Martin Ilya Alex Ghenea [d]                                                            | 3:38                                                                                   |
| Tổng thời lượng:                                                                       | Tổng thời lượng:                                                                       | Tổng thời lượng:                                                                       | Tổng thời lượng:                                                                       | 16:46                                                                                  |

| Dangerous Woman – Phiên bản tại Nhật (DVD kèm theo) | Dangerous Woman – Phiên bản tại Nhật (DVD kèm theo) | Dangerous Woman – Phiên bản tại Nhật (DVD kèm theo) | Dangerous Woman – Phiên bản tại Nhật (DVD kèm theo) |
| STT                                                 | Nhan đề                                             | Đạo diễn                                            | Thời lượng                                          |
| --------------------------------------------------- | --------------------------------------------------- | --------------------------------------------------- | --------------------------------------------------- |
| 1.                                                  | "Dangerous Woman" (video ca nhạc)                   | The Young Astronauts                                | 3:55                                                |
| 2.                                                  | "Dangerous Woman" (video acapella)                  | The Young Astronauts                                | 3:57                                                |
| 3.                                                  | "Focus" (video ca nhạc)                             | Hannah Lux Davis                                    | 3:44                                                |
| 4.                                                  | "Focus" (video lời)                                 | Hannah Lux Davis                                    | 3:34                                                |
| Tổng thời lượng:                                    | Tổng thời lượng:                                    | Tổng thời lượng:                                    | 15:10                                               |

| Dangerous Woman – Phiên bản video năm 2020 trên Apple Music (video kèm theo) | Dangerous Woman – Phiên bản video năm 2020 trên Apple Music (video kèm theo) | Dangerous Woman – Phiên bản video năm 2020 trên Apple Music (video kèm theo) | Dangerous Woman – Phiên bản video năm 2020 trên Apple Music (video kèm theo) |
| STT                                                                          | Nhan đề                                                                      | Đạo diễn                                                                     | Thời lượng                                                                   |
| ---------------------------------------------------------------------------- | ---------------------------------------------------------------------------- | ---------------------------------------------------------------------------- | ---------------------------------------------------------------------------- |
| 1.                                                                           | "Dangerous Woman" (video ca nhạc)                                            | The Young Astronauts                                                         | 3:55                                                                         |
| 2.                                                                           | "Into You" (video ca nhạc)                                                   | Hannah Lux Davis                                                             | 4:15                                                                         |
| 3.                                                                           | "Side to Side" (hợp tác với Nicki Minaj) (video ca nhạc)                     | Hannah Lux Davis                                                             | 3:58                                                                         |
| 4.                                                                           | "Let Me Love You" (hợp tác với Lil Wayne) (video ca nhạc)                    | Grant Singer                                                                 | 3:51                                                                         |
| 5.                                                                           | "Everyday" (hợp tác với Future) (video ca nhạc)                              | Chris Marrs Piliero                                                          | 3:19                                                                         |
| Tổng thời lượng:                                                             | Tổng thời lượng:                                                             | Tổng thời lượng:                                                             | 18:29                                                                        |

Ghi chú
- ^[a]  nghĩa là sản xuất chính và sản xuất giọng hát
- ^[b]  nghĩa là sản xuất giọng hát
- ^[c]  Peter Carlsson bị viết nhầm thành Peter Karlsson
- ^[d]  nghĩa là người phối lại

## Xếp hạng
| Bảng xếp hạng (2016–2021)                | Vị trí cao nhất |
| ---------------------------------------- | --------------- |
| Album Úc (ARIA)                          | 1               |
| Album Áo (Ö3 Austria)                    | 5               |
| Album Bỉ (Ultratop Vlaanderen)           | 2               |
| Album Bỉ (Ultratop Wallonie)             | 6               |
| Album Brazil (ABPD)                      | 1               |
| Album Canada (Billboard)                 | 2               |
| Album Cộng hòa Séc (ČNS IFPI)            | 10              |
| Album Đan Mạch (Hitlisten)               | 5               |
| Album Hà Lan (Album Top 100)             | 1               |
| Album Phần Lan (Suomen virallinen lista) | 6               |
| Album Pháp (SNEP)                        | 8               |
| Album Đức (Offizielle Top 100)           | 6               |
| Album Hy Lạp (IFPI)                      | 4               |
| Album Hungaria (MAHASZ)                  | 39              |
| Album Ireland (IRMA)                     | 1               |
| Album Ý (FIMI)                           | 1               |
| Album Nhật Bản (Billboard Japan)         | 2               |
| Album Nhật Bản (Oricon)                  | 2               |
| Album México (Top 100 Mexico)            | 1               |
| Album New Zealand (RMNZ)                 | 1               |
| Album Na Uy (VG-lista)                   | 1               |
| Album Ba Lan (ZPAV)                      | 8               |
| Album Bồ Đào Nha (AFP)                   | 4               |
| Album Scotland (OCC)                     | 3               |
| Album Slovakia (ČNS IFPI)                | 72              |
| Album Hàn Quốc (Circle)                  | 21              |
| Album Tây Ban Nha (PROMUSICAE)           | 1               |
| Album Thụy Điển (Sverigetopplistan)      | 4               |
| Album Thụy Sĩ (Schweizer Hitparade)      | 3               |
| Album Anh Quốc (OCC)                     | 1               |
| Album Hoa Kỳ Billboard 200               | 2               |

| Bảng xếp hạng (2016)                | Vị trí |
| ----------------------------------- | ------ |
| Album Úc (ARIA)                     | 53     |
| Album Bỉ (Ultratop Flanders)        | 75     |
| Album Bỉ (Ultratop Wallonia)        | 122    |
| Album Canada (Billboard)            | 18     |
| Album Đan Mạch (Hitlisten)          | 24     |
| Album Hà Lan (MegaCharts)           | 29     |
| Album Pháp (SNEP)                   | 100    |
| Album Iceland (Tónlistinn)          | 36     |
| Album Ý (FIMI)                      | 49     |
| Album Nhật Bản (Billboard Japan)    | 41     |
| Album Nhật Bản (Oricon)             | 49     |
| Album México (AMPROFON)             | 31     |
| Album New Zealand (RMNZ)            | 43     |
| Album Hàn Quốc Quốc tế (Circle)     | 57     |
| Album Tây Ban Nha (PROMUSICAE)      | 56     |
| Album Thụy Điển (Sverigetopplistan) | 24     |
| Album Anh Quốc (OCC)                | 62     |
| Hoa Kỳ Billboard 200                | 26     |
| Toàn cầu (IFPI Global Music Report) | 28     |
| Bảng xếp hạng (2017)                | Vị trí |
| Album Úc (ARIA)                     | 67     |
| Album Canada (Billboard)            | 26     |
| Album Đan Mạch (Hitlisten)          | 46     |
| Album Pháp (SNEP)                   | 176    |
| Album Nhật Bản (Billboard Japan)    | 79     |
| Album México (AMPROFON)             | 57     |
| Album New Zealand (RMNZ)            | 31     |
| Album Hàn Quốc Quốc tế (Circle)     | 99     |
| Album Thụy Điển (Sverigetopplistan) | 45     |
| Album Anh Quốc (OCC)                | 66     |
| Hoa Kỳ Billboard 200                | 38     |
| Bảng xếp hạng (2018)                | Vị trí |
| Album Úc (ARIA)                     | 89     |
| Anh Quốc (OCC)                      | 100    |
| Hoa Kỳ Billboard 200                | 162    |
| Bảng xếp hạng (2019)                | Vị trí |
| Album Bỉ (Ultratop Flanders)        | 171    |
| Hoa Kỳ Billboard 200                | 192    |
| Bảng xếp hạng (2021)                | Vị trí |
| Album Ba Lan (ZPAV)                 | 75     |

| Bảng xếp hạng (2010–2019) | Vị trí |
| ------------------------- | ------ |
| Hoa Kỳ Billboard 200      | 122    |

## Chứng nhận
| Quốc gia | Chứng nhận  | Số đơn vị/doanh số chứng nhận |
| --- | ----------- | ----------------------------- |
| Úc (ARIA) | Bạch kim    | 70.000‡                       |
| Áo (IFPI Áo) | Bạch kim    | 15.000*                       |
| Brasil (Pro-Música Brasil) | 2× Bạch kim | 80.000‡                       |
| Canada (Music Canada) | 3× Bạch kim | 240.000‡                      |
| Đan Mạch (IFPI Đan Mạch) | 2× Bạch kim | 40.000‡                       |
| Pháp (SNEP) | Bạch kim    | 100.000‡                      |
| Đức (BVMI) | Vàng        | 100.000‡                      |
| Ý (FIMI) | Bạch kim    | 50.000‡                       |
| Nhật Bản (RIAJ) | Vàng        | 100.000^                      |
| México (AMPROFON) | 3× Bạch kim | 180.000‡                      |
| Na Uy (IFPI) | 2× Bạch kim | 40.000*                       |
| Ba Lan (ZPAV) | 4× Bạch kim | 80.000‡                       |
| Singapore (RIAS) | 2× Bạch kim | 20.000*                       |
| Thụy Điển (GLF) | Vàng        | 20.000‡                       |
| Thụy Sĩ (IFPI) | 3× Bạch kim | 60.000‡                       |
| Anh Quốc (BPI) | Bạch kim    | 480,000                       |
| Hoa Kỳ (RIAA) | 2× Bạch kim | 2.000.000                     |
| * Chứng nhận dựa theo doanh số tiêu thụ. ^ Chứng nhận dựa theo doanh số nhập hàng. ‡ Chứng nhận dựa theo doanh số tiêu thụ và phát trực tuyến. |             |                               |

## Lịch sử phát hành
| Quốc gia | Ngày              | Phiên bản          | Định dạng      | Hãng đĩa  | Ct.            |
| -------- | ----------------- | ------------------ | -------------- | --------- | -------------- |
| Nhiều    | 20 tháng 5, 2016  | Tiêu chuẩn cao cấp | CD tải nhạc số | Republic  | [ 2 ]          |
| Hoa Kỳ   | 9 tháng 9, 2016   | Cao cấp            | LP             | Republic  | [ 99 ] [ 100 ] |
| Nhật Bản | 18 tháng 11, 2016 | Bản Giáng sinh     | CD             | Universal | [ 9 ]          |